# Jodłowa
Jodłowa è un comune rurale polacco del distretto di Dębica, nel voivodato della Precarpazia.
Ricopre una superficie di 59,86 km² e nel 2019 contava 5 359 abitanti.